# Pałac w Stradomi Dolnej
Pałac w Stradomi Dolnej – wybudowany w XVIII w. w Stradomi Dolnej.

## Położenie
Pałac położony jest we wsi w Polsce, w województwie dolnośląskim, w powiecie oleśnickim, w gminie Dziadowa Kłoda.

## Opis
Piętrowy pałac wybudowany na planie prostokąta, kryty dachem mansardowy czterospadowym z lukarnami. Główne wejście znajduje się w centralnie umieszczonym portyku z jednym rzędem kolumn jońskich.
Obiekt „Stradomia Nowa” jest częścią zespołu pałacowego, w skład którego wchodzi jeszcze park.